# 旧シャープ住宅
旧シャープ住宅（きゅうしゃーぷじゅうたく）は兵庫県神戸市中央区の北野町にある異人館。「萌黄の館」の名でも知られている。1980年12月18日に国の重要文化財指定を受けた。
著名な風見鶏の館の西に位置する建物は、風見鶏の館の重厚なネオ・バロック様式に対し、軽快な典型的コロニアル様式の2階建て建築である。装飾の基本はバロック様式で、2つの異るデザインのベイ・ウインドーやモザイク装飾の階段など随所に贅沢な意匠が見られ、また日本の様式も散見される。 

## 歴史
アメリカ合衆国総領事ハンター・シャープ（Hunter Sharp）の邸宅として1903年に建てられたこの西洋館は、A.N.ハンセルの設計といわれている。その後ドイツ人から1944年に小林秀雄（神戸電鉄社長）が取得して1978年まで居住していた。そのため1980年に「小林家住宅（旧シャープ住宅）」という名称で重要文化財に指定された。なお、建物だけでなく宅地803.6平方メートルも併せて重要文化財の指定を受けている。
この建物はその色から「白い異人館」と呼ばれていたが1989年に、1987年からの半解体修理で明らかになった創建時の外壁の色"萌黄色"に変更され、以後愛称は「萌黄の館」となった。
1995年の阪神・淡路大震災では3本の煙突がすべて崩落し外壁に亀裂が生じるなどの大きな被害を受けたが、1年をかけて復旧された。庭園の一角には落下した煙突がそのままの姿で展示されている。

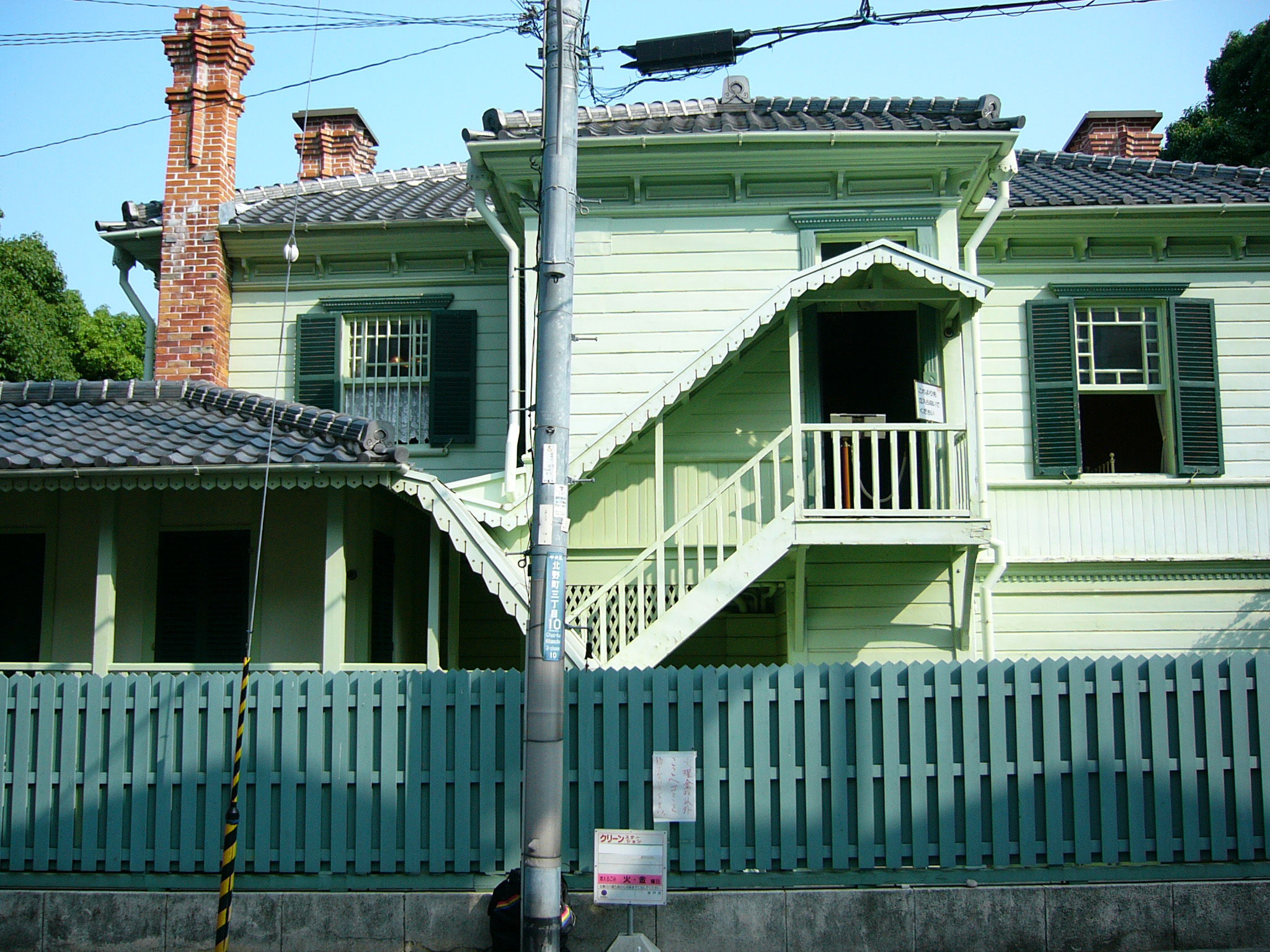
北面
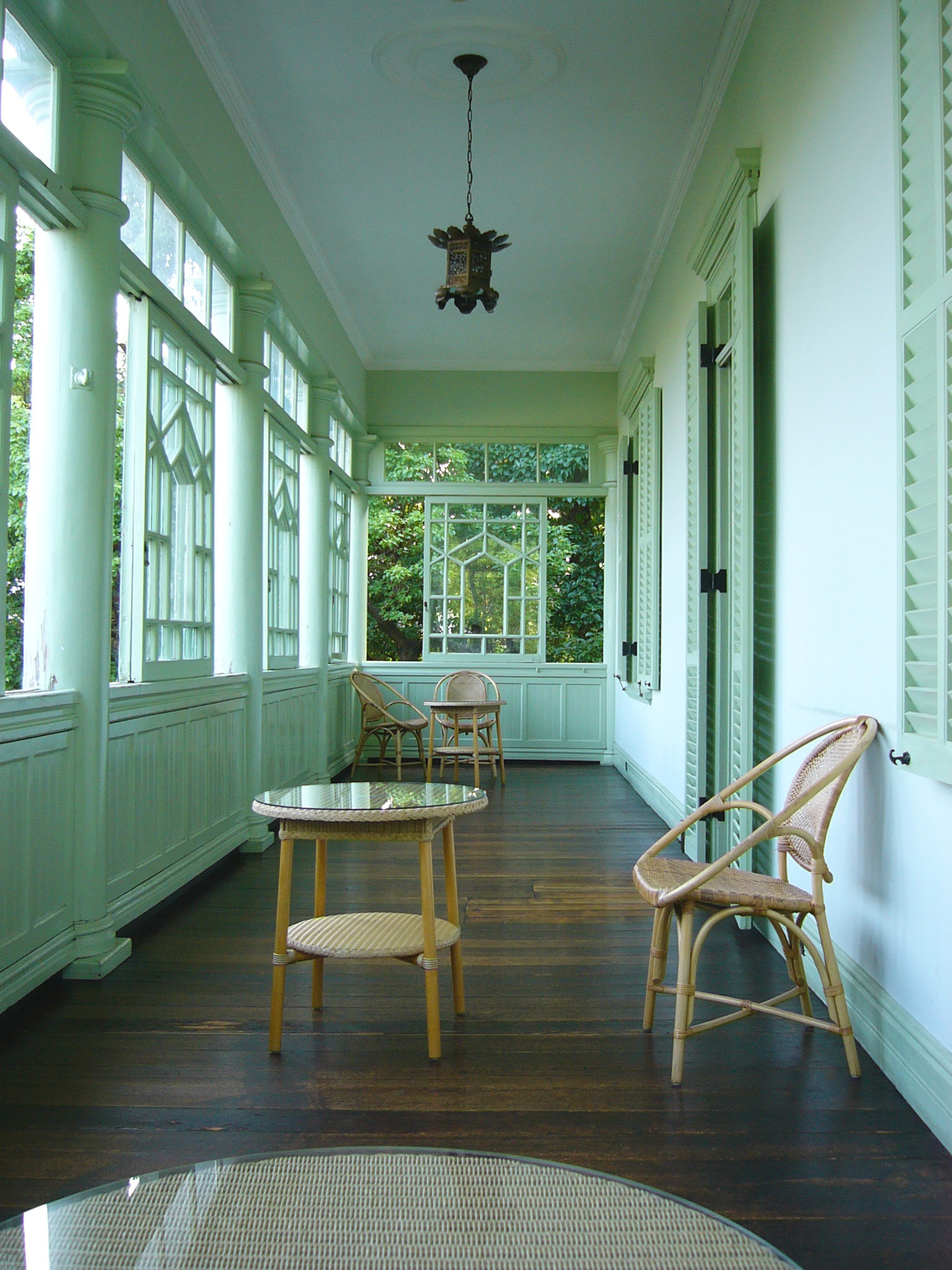
2階ベランダ
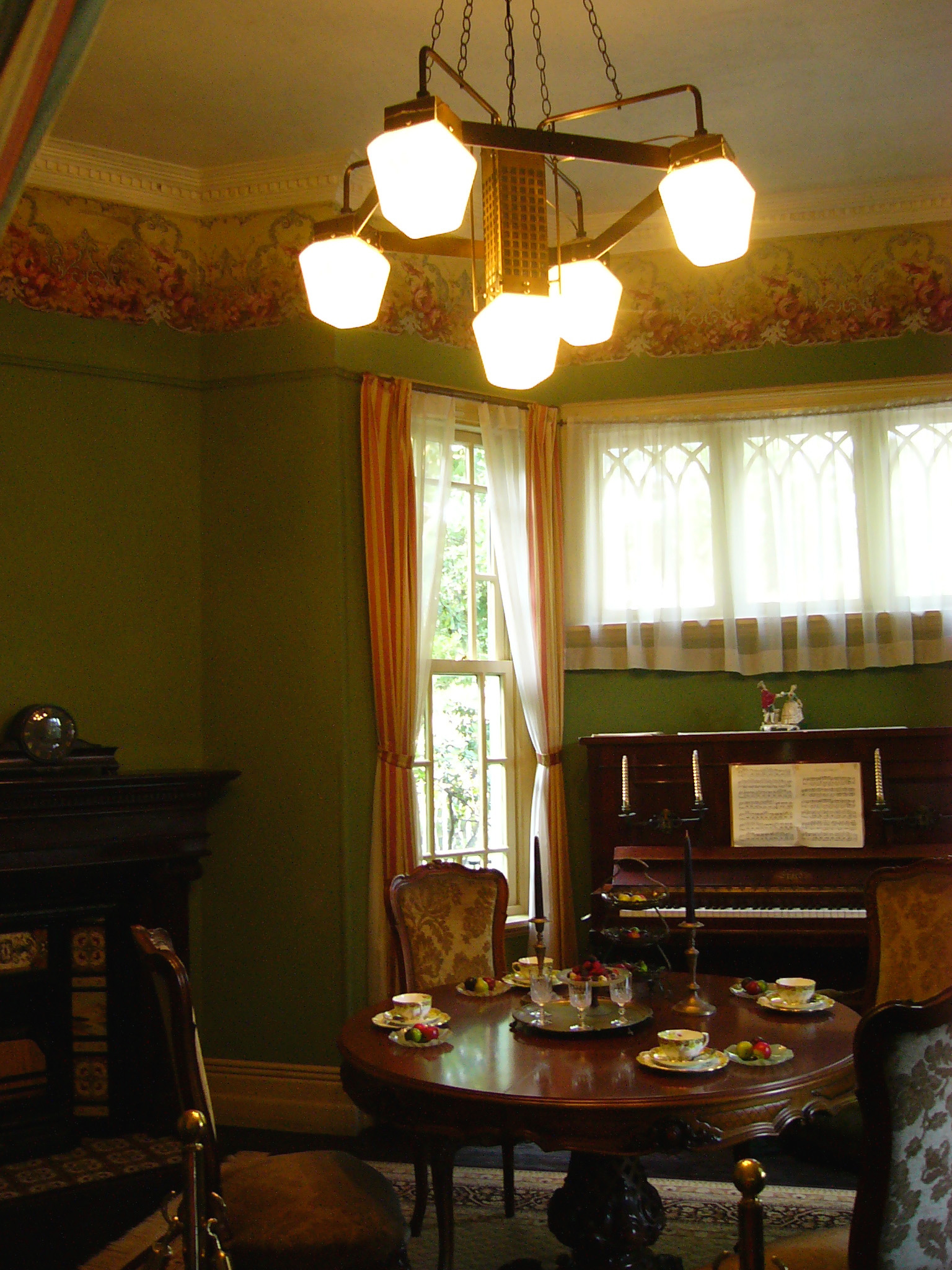
1階居間
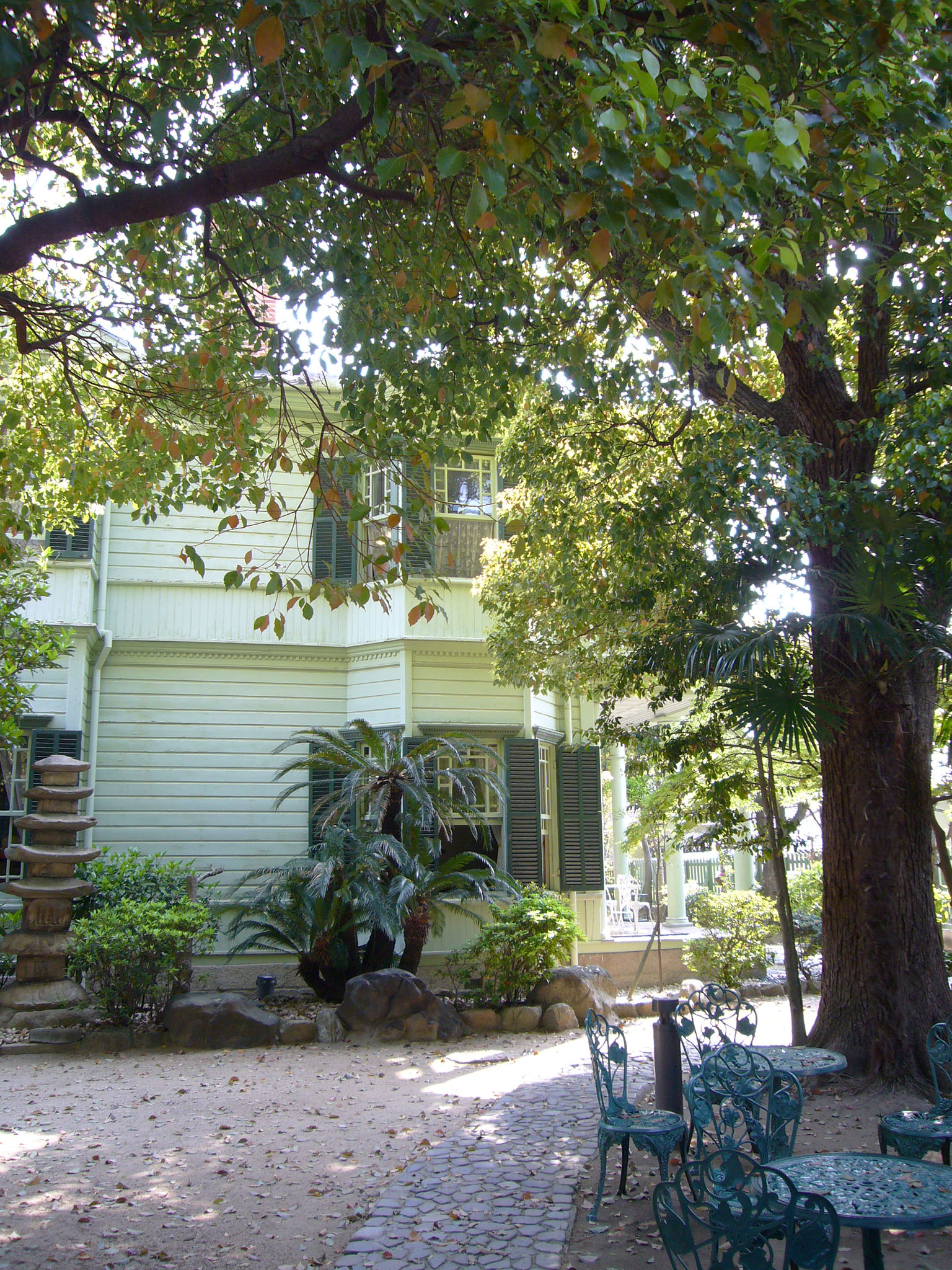
西玄関
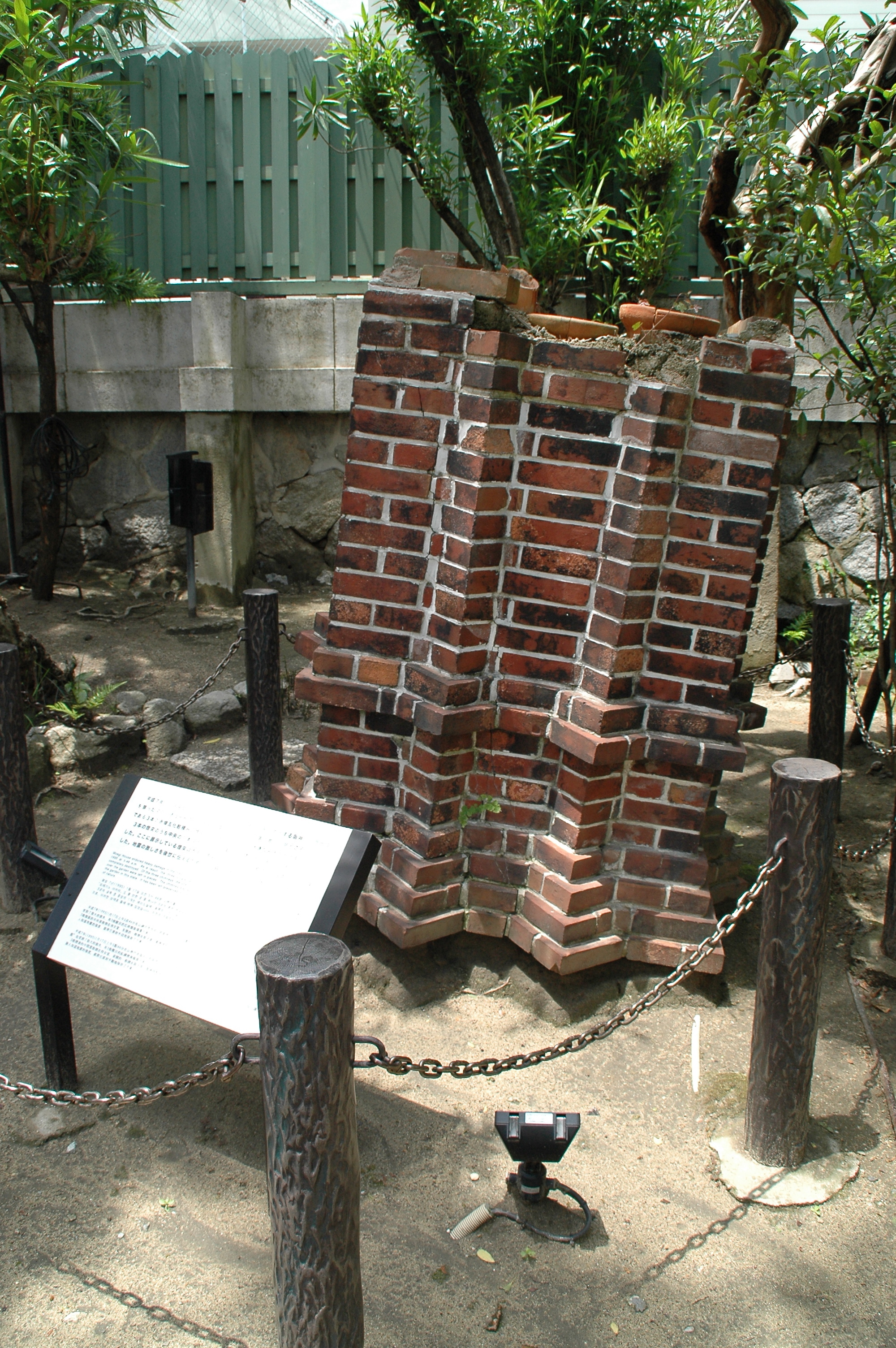
崩落した煙突

## ハンター・シャープ略歴
- 1861年、アメリカ合衆国ノースカロライナ州ハートフォード生まれ[1]
- ノースカロライナ大学卒業
- 1886年、来日
- 1900年、神戸にて結婚
- 1903年、萌黄の館を建てる
- 1908年、離日、その後モスクワ総領事、リヨン領事、エディンバラ領事を歴任[1]
- 1923年、エディンバラで逝去[1]

## 利用情報
- 休館日― 毎月第2水曜日
- 開館時間
  - 4月～11月― 9:00～18:00
  - 12月～3月― 9:30～17:00

## 交通アクセス
- 山陽新幹線・神戸市営地下鉄（山手線・北神線）新神戸駅徒歩10分
- JR神戸線（東海道本線）三ノ宮駅徒歩15分
- 阪急電鉄（神戸本線・神戸高速線）神戸三宮駅徒歩15分
- 阪神本線神戸三宮駅徒歩15分
- 神戸市営地下鉄山手線三宮駅徒歩15分
- 神戸市営地下鉄海岸線（夢かもめ）三宮・花時計前駅徒歩15分
- ポートライナー三宮駅徒歩15分